# Arco ellenico

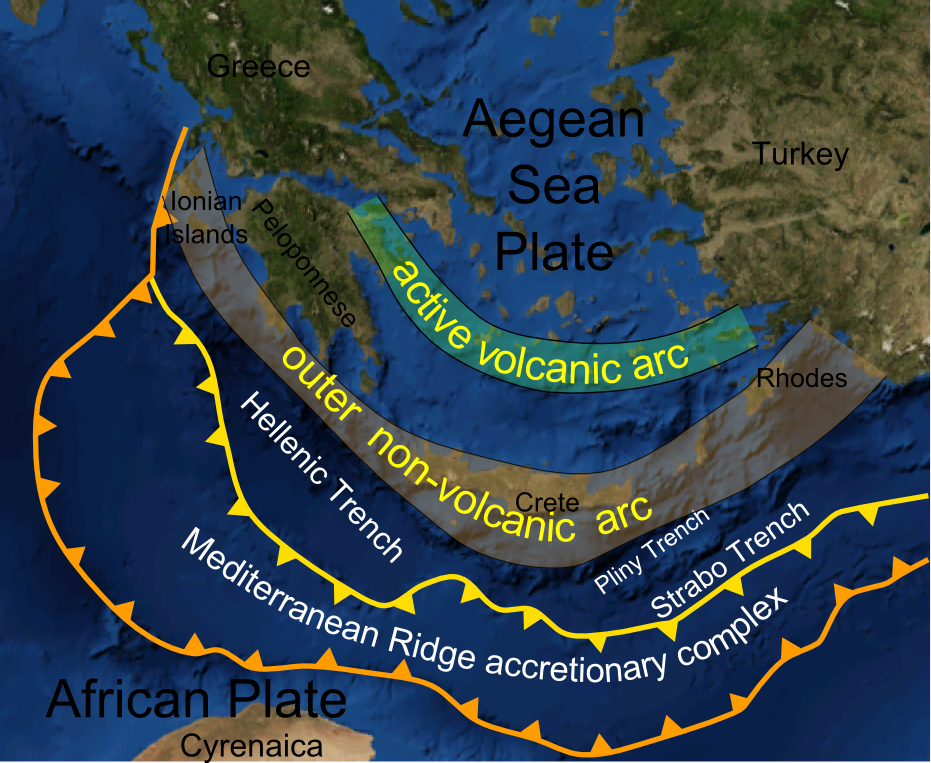
Mappa dell'arco ellenico che mostra le principali strutture tettoniche

L'arco ellenico o arco dell'Egeo è una struttura tettonica, a forma di arco, nel Mar Mediterraneo orientale dovuta alla subduzione della placca africana sotto la placca del mar Egeo. Consiste di una fossa oceanica, la Fossa Ellenica, sul suo lato esterno; di due archi: un arco esterno non vulcanico e un arco vulcanico interno, l'arco vulcanico dell'Egeo meridionale; e di un mare marginale sul suo lato interno.

## Geometria
L'arco ellenico si estende dalle isole Ionie a ovest fino a est dell'isola di Rodi a est, dove si collega all'arco di Cipro.

### Fossa ellenica
La fossa oceanica ellenica non è l'espressione superficiale della zona di subduzione, ma può essere compresa meglio come la parte ricca di sedimenti di un avantarco. La dorsale mediterranea, che forma il confine meridionale della fossa, è il complesso di accrezione che segna la zona di subduzione. Il confine settentrionale della dorsale mediterranea è causato da una forte controspinta. La fossa ellenica si sviluppa più chiaramente nella parte occidentale dell'arco, dividendosi nelle fosse di Plinio e Strabone a est.

### Arco non vulcanico
L'arco non vulcanico è costituito da un elemento topografico rialzato che percorre l'intera lunghezza dell'arco ellenico, in certe zone sopra il livello del mare, formando le isole ioniche, Creta e Rodi. Questa zona rappresenta una parte sollevata dell'avantarco.

### Arco vulcanico
L'arco interno o vulcanico si estende per 450 km da Methana, sulla costa orientale del Peloponneso a ovest, fino all'isola di Nisiro, al largo della costa egea della Turchia, a est. Consiste in una serie di isole vulcaniche dormienti o attive tra cui Santorini, il sito della catastrofica eruzione dell'era minoica. Sono presenti anche vulcani sottomarini, di cui il più famoso è il Kolumbo.

## Sismicità
L'arco ellenico è una delle zone sismiche più attive dell'Eurasia occidentale. È stata regolarmente la causa di terremoti di magnitudo 7 negli ultimi cento anni di registrazioni strumentali, e la localizzazione di almeno due sismi storici che erano probabilmente di magnitudo 8 o superiore, il terremoto di Creta 365 e il terremoto di Creta del 1303. Questo rende il Mediterraneo orientale anche una zona ad elevato rischio tsunami.